# Święty Jan Ewangelista (obraz El Greca)
Święty Jan Ewangelista – obraz hiszpańskiego malarza pochodzenia greckiego Dominikosa Theotokopulosa, znanego jako El Greco.

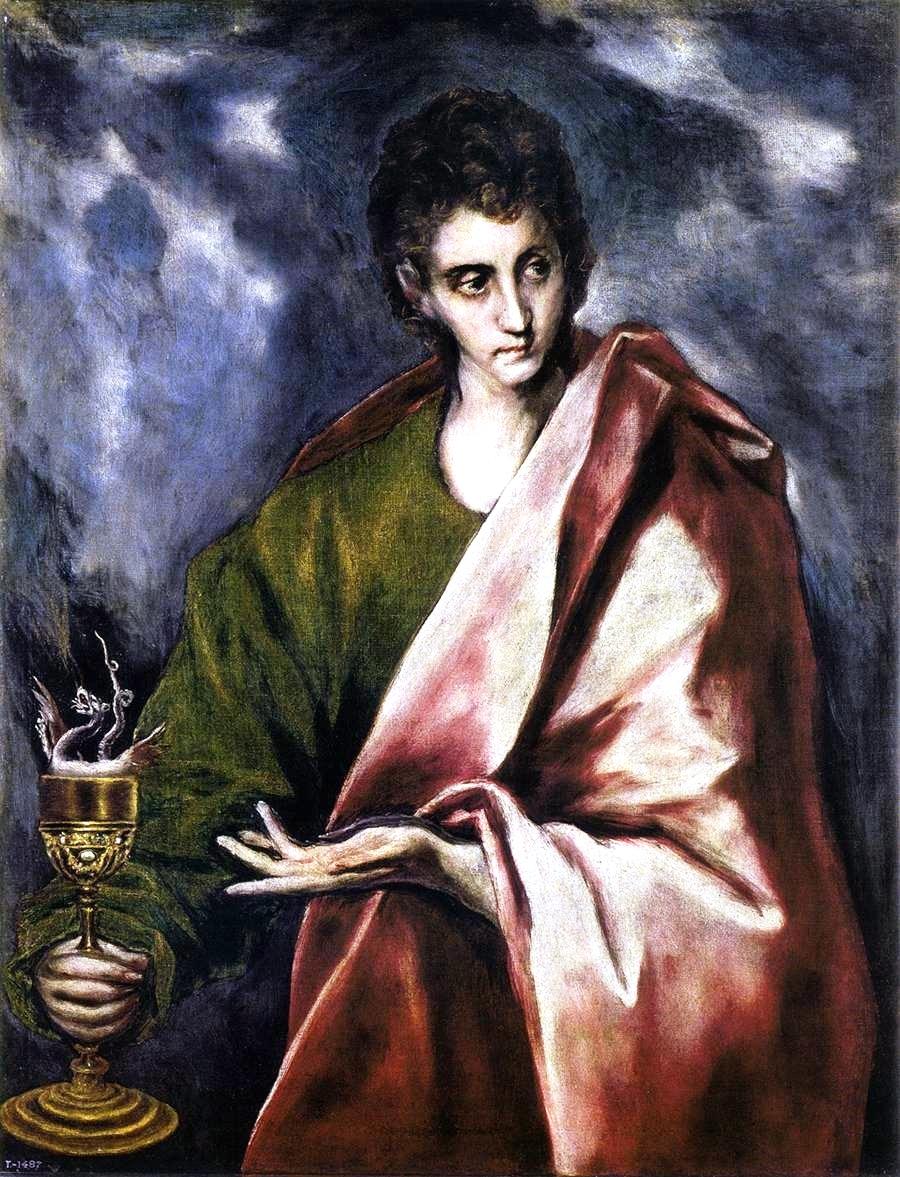
Święty Jan Ewangelista
(1605),
wersja z Muzeum Prado

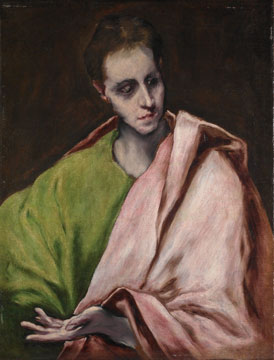
Święty Jan Ewangelista
(1603-1608)
Marques de San Feliz w Oviedo

Portret Jana Ewangelisty należał do cyklu zwanego Apostolados. El Greco kilkakrotnie podjął się namalowania cyklu dwunastu portretów świętych i portretu Zbawiciela. Wszystkie miały te same formaty, sześciu apostołów zwróconych jest w prawo, sześciu w lewo a Chrystus frontalnie błogosławi wiernych. Wszystkie obrazy przeznaczone były do jednego pomieszczenia. Do dziś zachowały się w komplecie jedynie dwa zespoły; jeden znajduje się w zakrystii katedry w Toledo a drugi w Museo del Greco.

## Historia
Seria Apostolados z Museo del Greco składała się w trzynastu wizerunków apostołów i Chrystusa, z wyjątkiem św. Mateusza (jego miejsce zajmuje św. Paweł). Sześciu z nich ma zwrócone głowy w prawo, kolejnych sześciu w lewo, w centrum znajdował się wizerunek Chrystusa Zbawiciela. Pochodzenie całej serii i historia ich pozyskania przez muzeum nie jest do końca jasna. Do niedawna sądzono, że pochodziły ze Szpitala Santiago de Toledo, do którego trafiły w roku 1848, po konfiskacie dóbr kościelnych. Stamtąd zostały przeniesione do kościoła w klasztorze św. Piotra z Werony (San Pedro Martir), a następnie do Regionalnego Muzeum założonego w klasztorze San Juan de los Reyes. W ostatnim czasie odkryto dokumentację, na podstawie której stwierdzono, że płótna nie należały do Szpitala Santiago de Toledo, ale do Przytułku dla biednych pw. św. Sebastiana (Asilo de Pobres de San Sebastián) założonego w 1834 roku. Obrazy zostały ofiarowane przytułkowi przez Marceliana Manuela Rodrigueza, proboszcza mozarabskiego kościoła św. Łukasza. W 1909 roku obrazy przeniesiono do utworzonego z inicjatywy markiza de la Vega Inclán muzeum i od tamtej pory należą do jego stałej kolekcji.

## Opis obrazu
Jedna z pierwszych wersji wizerunku Jana powstała jako samodzielny portret na początku XVII wieku. El Greco przedstawia świętego na tle wzburzonego nieba. Zgodnie ze swoją manierą twarz Jana wpisana jest w smukły trójkąt zakończona wyraźnie zaznaczoną brodą. Z pod gęstych kędzierzawych włosów wylania się wysokie czoło, duże oczy i długi wąski grecki nos. Usta ma wąskie ściśnięte niemal dziewczęce. W wersji z Prado ukochany uczeń odziany jest w zielonej szacie przechodzącej w rdzawe tony jesiennych liści oraz w płaszcz w odcieniu różu o srebrzystym odblasku. Wersje przeznaczone do cyklu Apostolados są już nieco stonowane bez burzliwego tła a płaszcz ma już mocno rdzawy kolor.
Jan spogląda w lewo na niewidocznego rozmówcę, od którego oczekuje odpowiedzi na pytanie. Gest lewej dłoni o długich nienaturalnych palcach potwierdza, iż takie pytanie już padło. W prawej dłoni Jan trzyma jeden ze swoich atrybutów – kielich z wystającym z niego wężem. Wyjaśnienie symbolicznego znaczenia pucharu można znaleźć w apokryficznych Dziejach Jana z II wieku oraz w Złotej legendzie Jakuba de Voragine. Według legendy Aristodemus, kapłan z pogańskiej świątyni Diany w Efezie zmusił św. Jana do wypicia kielicha z trucizną. Apostoł zanim wypił napój, uczynił znak krzyża co uratowało mu życie. Kapłan widząc cud nawrócił się na chrześcijaństwo a wąż i kielich odtąd symbolizuje truciznę.
Motyw kielicha występował u El Greca dość często. Wykorzystał go we wszystkich wersjach sportretowanego Jana Ewangelisty, ale i na różnych kompilacjach z tym świętym: Święty Jan Ewangelista i święty Jan Chrzciciel czy Święty Jan Ewangelista ze świętym Franciszkiem. Jedynie wizerunek Jana z cyklu Apostolados z kolekcji Marques de San Feliza, okrojony jest z kielicha i apostoł powtarza gest widoczny na późniejszych płótnach. Słabe wykonanie wizerunku, mający charakter szkicu jest prawdopodobnie najstarszym ze wszystkich pozostałych portretów apostoła.

## Inne wersje
- Święty Jan Ewangelista – 64,77 × 40,64 cm, kolekcja prywatna Don Alberto Henke; wcześniej w kolekcji Galeria López Cepero y Cañaveral (Sewilla). Obraz jest zbliżoną kopią wersji z Oviedo. W 1934 roku obraz był przekazany Arnoldowi Seligmannowi związanego z Dumbarton Oaks Collections Obraz nie jest wymieniany w znanych monografiach El Greca[1]

- Święty Jan Ewangelista – (1608-14)[2] (1605-10)[3], 100 × 76 cm, Katedra w Toledo;
- Święty Jan Ewangelista – (1603-1608), 0,70 × 0,53, Muzeum Sztuk Pięknych w Oviedo
- Święty Jan Ewangelista – (1603-14), 99,7 × 78, Prado